# Rivière du Port au Persil
Pour les articles homonymes, voir Persil (homonymie).
La rivière du Port au Persil est un affluent de la rive nord-ouest du fleuve Saint-Laurent, coulant dans la ville de Saint-Siméon, dans la municipalité régionale de comté (MRC) de Charlevoix-Est, dans la région administrative de la Capitale-Nationale, au Québec, au Canada. Le cours de cette rivière se jette dans l'estuaire moyen du Saint-Laurent au village de Port au Persil, au nord-est de la ville de La Malbaie.
La partie supérieure de la vallée de ce cours d'eau est desservie par la route 138 qui longe le littoral Nord-Ouest du fleuve Saint-Laurent. Toutefois, cette route enjambe la rivière du Port au Persil à 2,1 km dans les terres afin de contourner les côtes près du fleuve. La zone riveraine est desservie par le chemin du Port-au-Persil qui enjambe la rivière du Port-au-Persil, près de sa confluence avec le Saint-Laurent.
La foresterie constitue la principale activité économique du secteur; les activités récréotouristiques (notamment la villégiature et les activités touristiques), en second.[réf. nécessaire]
La surface de ce cours d’eau est généralement gelée de la mi-décembre à la fin-mars. Néanmoins, la circulation sécuritaire sur la glace est généralement de la fin décembre à la mi-mars.[réf. nécessaire]

## Géographie
Les principaux bassins versants voisins de la rivière du Port au Saumon sont :
- Côté nord : rivière Noire, rivière du Port aux Quilles, rivière de la Baie des Rochers, rivière Saguenay ;
- Côté est : Anse du Port au Persil, fleuve Saint-Laurent ;
- Côté sud : ruisseau Marguerite, rivière du Port au Saumon, rivière à la Loutre, rivière Malbaie ;
- Côté ouest : rivière du Port au Saumon[2].

La rivière du Port-au-Persil prend sa source d’un ruisseau de montagne (altitude : 281 m) en zone forestière au sud-est du lac des Rats Musqués.
À partir de sa source, le cours de la rivière du Port au Persil descend en parcourant 9,4 km selon les segments suivants :
- 3,0 km vers le sud-est, jusqu’à un coude de rivière où se déverse un ruisseau (venant du nord) ;
- 2,9 km vers le sud notamment en passant sous les lignes à haute-tension d’Hydro-Québec, puis vers l’est, en serpentant jusqu'à la route 138 qu’elle coupe à 0,4 km au nord du hameau Saint-Chrétien ;
- 1,5 km vers le sud jusqu’à un coude de rivière où se déverse un ruisseau (venant de l’ouest) ;
- 2,0 km vers l’est traversant une série de rapides et de cascades, jusqu'à la rive est de l'Anse de Port au Persil laquelle est interelié au golfe du Saint-Laurent[3].

## Toponymie
L’expression « Port au Persil » est utilisée en toponymie québécoise dans le secteur de Saint-Siméon pour désigner : le port, le hameau, la baie, le chemin, le lac, la rivière et une rue.
Le terme « persil » a été utilisé dans les comptes rendus d’exploration de Samuel de Champlain en 1626. Le mot persil équivaut au « Ligusticum scothicum » soit la livêche écossaise ou persil de mer ou persil sauvage, qui abondent sur les rives du fleuve Saint-Laurent, notamment à Rivière-du-Loup.
Le toponyme Rivière du Port au Saumon a été officialisé le 28 mars 1974 à la Banque des noms de lieux de la Commission de toponymie du Québec.